# پیر ناویل
پیر ناویل (فرانسوی: Pierre Naville‎; ۱ فوریهٔ ۱۹۰۴ – ۲۴ آوریل ۱۹۹۳) روزنامه‌نگار، جامعه‌شناس، نویسنده، منتقد ادبی و از متفکران جنبش فراواقع‌گرایی اهل فرانسه بود.
در سیاست، قبل از پیوستن به PSU یک کمونیست و سپس یک تروتسکیست بود. او به عنوان یک جامعه‌شناس فعالیت کرد.

## اوایل زندگی
نویل در سال ۱۹۰۴ در پاریس در خانواده‌ای از بانکداران پروتستان سوئیسی به دنیا آمد.